# Deutschhaus

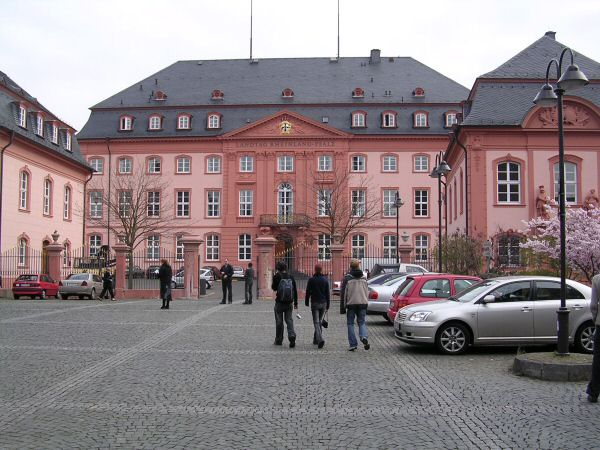
Het Deutschhaus in Mainz

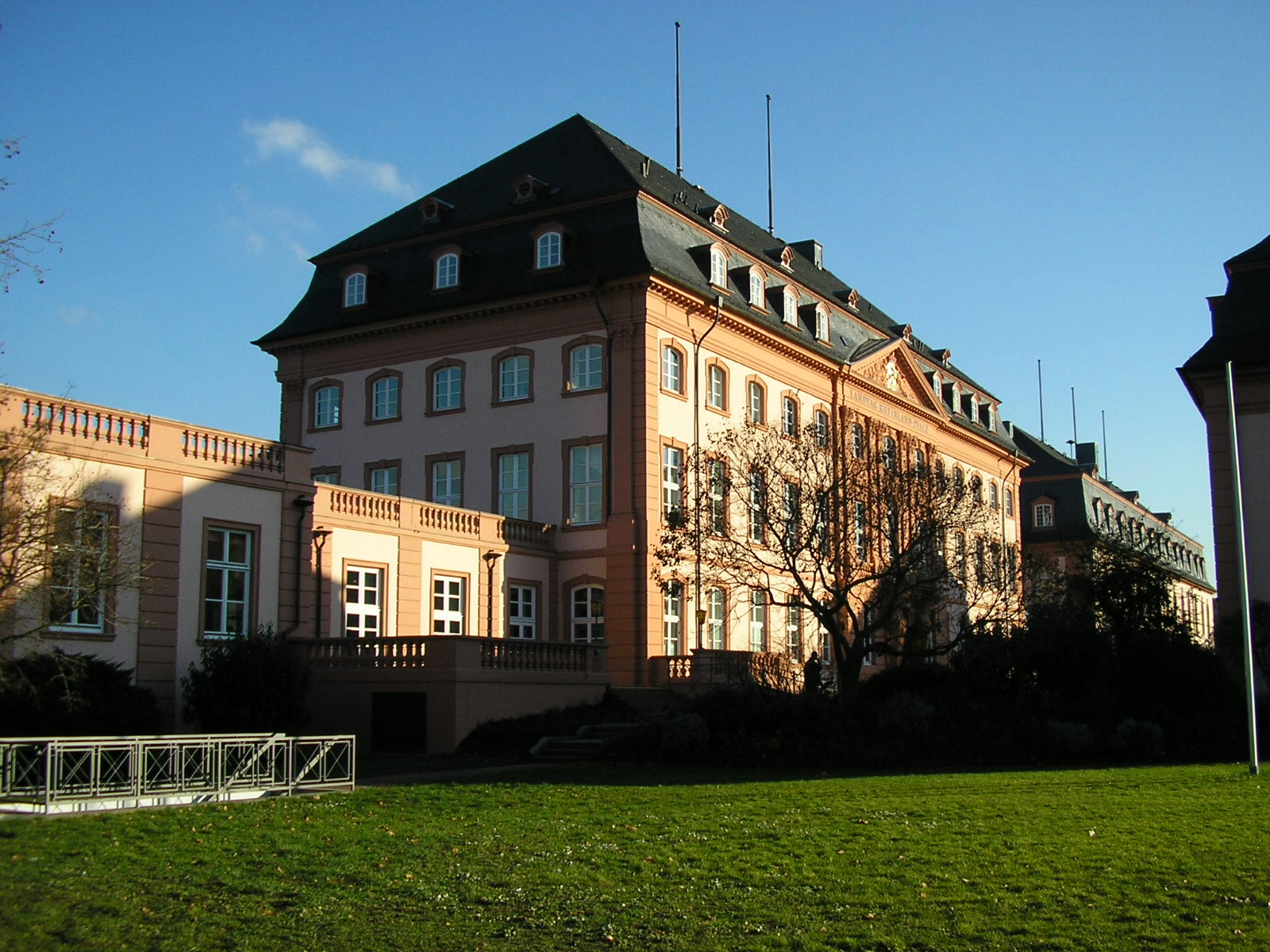
Het Deutschhaus gezien vanaf de Rijn

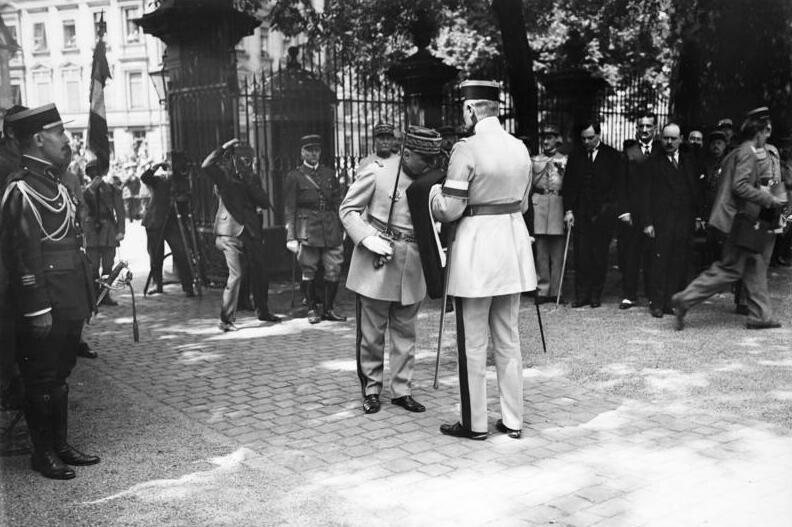
Generaal Adolphe Guillaumat kust de Franse vlag voor het Deutschhaus op 30 juni 1930 bij de Franse terugtrekking uit het Duitse Rijnland

Het Deutschhaus (ook wel Deutschordenshaus of Deutschordenskommende genoemd, naar de Duitse Orde) is een gebouw aan de Rijn in de Duitse stad Mainz. In dit gebouw zetelt het parlement (de Landdag) van de Duitse deelstaat Rijnland-Palts.
Het bouwwerk, een 18e-eeuws paleis in barokstijl, bestaat uit een hoofdgebouw en twee bijgebouwen rond een centrale binnenplaats. Een van de bijgebouwen bevat een kapel met fresco's van de Duitse rococo-schilder Christoph Thomas Scheffler.

## Geschiedenis
Het Deutschhaus, ontworpen door Anselm Franz von Ritter zu Groenesteyn (een Duitse bouwmeester van Nederlandse afstamming), werd gebouwd in de periode 1729-1740 in opdracht van aartsbisschop Frans Lodewijk van Palts-Neuburg, als residentie in zijn hoedanigheid als grootmeester van de Duitse Orde. De grootmeester stierf echter in 1732, voordat het paleis door hem in gebruik kon worden genomen.
In 1793, nadat Mainz was bezet door Franse revolutionaire troepen, kwam het eerste democratisch verkozen parlement in Duitsland bijeen in het Deutschhaus. Vanaf het balkon riep de voorzitter van dit Rheinisch-Deutscher Nationalkonvent, Andreas Joseph Hofmann, op 18 maart de Republiek Mainz uit. Na de herovering van Mainz werd het gebouw gebruikt door de Oostenrijkse aartshertog en veldheer Karel van Oostenrijk-Teschen. Bij de Vrede van Campo Formio in 1797 werd Mainz een deel van Frankrijk. Het Deutschhaus werd de zetel van het in 1798 gevormde departement Mont-Tonnerre. Keizer Napoleon verbleef in het paleis alle 9 keren dat hij in Mainz was. Napoleon had grootste plannen met het Deutschhaus, dat hij wilde ombouwen tot keizerlijke residentie.
Na de uiteindelijke nederlaag van Napoleon in 1815 kwam Mainz bij het Congres van Wenen in handen van het groothertogdom Hessen-Darmstadt en kwam het Deutschhaus in gebruik als groothertogelijke residentie. In 1870 diende het als hoofdkwartier van het Pruisisch leger tijdens de begindagen van de Frans-Pruisische Oorlog.
Tijdens de Tweede Wereldoorlog werd het gebouw zwaar beschadigd, vooral tijdens het verwoestende Britse luchtbombardement op Mainz op 27 februari 1945. Alleen de buitenste muren bleven staan. Na de oorlog werd het gebouw gerestaureerd en op 18 mei 1951 in gebruik genomen als zetel van de Landdag, het parlement van de deelstaat Rijnland-Palts. Naast het gebouw werd in 1999 een nieuw kantoorgebouw gerealiseerd voor de parlementsleden.